# 12. februar
12. februar er dag 43 i året, i den gregorianske kalender. Der er 322 dage tilbage af året (323 i skudår).
- Dagens navn Eulalia, en martyrinde fra Spanien, korsfæstet i år 305, da hun kritiserede den romerske kejsers afgudsdyrkelse. Efter sigende skulle hendes sjæl være fløjet til himmels i en dues skikkelse.

### Begivenheder
Født - Dødsfald
- 881 - Pave Johannes 8. kroner italiens konge, Karl den Tykke, til kejser af Det Hellige Romerske Rige
- 1541 - Santiago i Chile grundlægges af Pedro de Valdivia.
- 1554 - Lady Jane Grey, dronning af England i ni dage i 1553, henrettes for højforræderi.
- 1733 - Englænderen James Oglethorpe grundlægger Georgia, den 13. koloni i de 13 oprindelige kolonier og koloniens første by Savannah.
- 1771 - Gustav 3. krones som konge af Sverige.
- 1818 - Chile erklærer sig uafhængigt af Spanien.
- 1849 - Der indføres almindelig værnepligt i Danmark - et par uger før Treårskrigen genoptages efter en vinterpause.
- 1851 - Guldfeber efter store fund i Australien.
- 1896 - Den første professionelle boksekamp afholdes i Danmark, da Jim Smith besejrer P.L. Jacobsen i København.
- 1912 - Kinas sidste kejser, Puyi, abdicerer, og landet omdannes til republik.
- 1912   - Republikken Kina indfører den gregorianske kalender.
- 1919 - Lov om 8 timers arbejdsdag på fabrikker.
- 1997 - Genåbningen af den jødiske synagoge i polske by Lublin. Før 2. verdenskrig havde synagogen været et centralt samlingspunkt i den jødiske verden.
- 2002 - Retssagen mod Slobodan Milošević for krigsforbrydelser begynder ved FN-domstolen i Haag.
- 2008 - Kl. 4:30 om morgen anholder dansk politi flere personer, som mistænkes for planer om at myrde bladtegner Kurt Westergaard.

### Født
- 1768 - Frans 2., tysk-romersk kejser (død 1835).
- 1809 - Charles Darwin, engelsk naturhistoriker (død 1882).
- 1809   - Abraham Lincoln, USA's 16. præsident (1861-65) (død 1865).
- 1818 - Otto Ludwig, tysk forfatter (død 1865).
- 1881 - Anna Pavlova, russisk ballerina (død 1931).
- 1920 - William Rosenberg, dansk skuespiller (død 2014).
- 1923 - Ernst Bruun Olsen, dansk forfatter (død 2011).
- 1923   - Franco Zeffirelli, italiensk film- og operainstruktør (død 2019).
- 1925 - Tage Skou-Hansen, dansk forfatter (død 2015).
- 1930 - Arlen Specter, amerikansk senator (død 2012).
- 1933 - Costa Gavras, græsk-fransk filminstruktør og forfatter.
- 1938 - Jørgen Grunnet, dansk journalist, chefredaktør og diplomat (død 2009).
- 1942 - Ehud Barak, israelsk premierminister.
- 1945 - Jacques Blum, dansk kultursociolog og forfatter (død 2012).
- 1946 - Anne Marie Helger, dansk skuespillerinde.
- 1950 - Anker Boye, dansk rådmand og tidligere borgmester i Odense.
- 1950   - Steve Hackett, engelsk tidligere guitarist i Genesis.
- 1952 - Flemming Enevold, dansk skuespiller, sanger og instruktør.
- 1980 - Christina Ricci, amerikansk skuespillerinde.
- 1987 - Cecilie Nielsen, dansk historiker.

### Dødsfald
- 1554 - Jane Grey, engelsk regerende dronning (født 1537).
- 1771 - Adolf Frederik, svensk konge (født 1710).
- 1804 - Immanuel Kant, tysk filosof (født 1724).
- 1894 - Hans Guido von Bülow, tysk pianist, komponist og dirigent (født 1839).
- 1916 - Richard Dedekind, tysk matematiker (født 1831).
- 1921 - Troels Frederik Troels-Lund, dansk historiker og forfatter (født 1840).
- 1935 - Auguste Escoffier, fransk kok (født 1846).
- 1939 - S. P. L. Sørensen, dansk kemiker (født 1868).
- 1940 - Svend Aggerholm, dansk skuespiller (født 1875).
- 1951 - Percy Howard Hansen, dansk soldat (født 1890).
- 1960 - Jean-Michel Atlan, fransk kunstner, medlem af CoBrA (født 1913).
- 1969 - Victor Gram, dansk politiker (født 1910).
- 1975 - Minna Jørgensen, dansk skuespiller (født 1904).
- 1979 - Jean Renoir, fransk filminstruktør (født 1894).
- 1983 - Eubie Blake, amerikansk pianist og komponist (født 1883/1887).
- 1995 - Astrid Villaume, dansk skuespiller (født 1923).
- 2000 - Charles M. Schulz, amerikansk tegneserieskaber (født 1922).
- 2002 - John Eriksen, dansk fodboldspiller (født 1957).
- 2005 - Jørgen Bitsch, dansk forfatter, eventyrer og filmproducent (født 1922).
- 2009 - Lis Hartel, dansk dressurrytter og OL-sølvmedaljevinder (født 1921).
- 2010 - Grethe Sønck, dansk skuespiller og sanger (født 1929).
- 2010 - Flemming Woldbye, dansk kemiker og rektor for Danmarks Tekniske Universitet 1975−1977 (født 1926).
- 2020 - Søren Spanning, dansk skuespiller (født 1951).

|  | Denne datoartikel kan blive bedre, hvis der indsættes et (bedre) billede Du kan hjælpe ved at afsøge Wikimedia Commons for et passende billede eller uploade et godt billede til Wikimedia Commons iht. de tilladte licenser og indsætte det i artiklen. |